# Фушекур (Верхняя Сона)
Фушеку́р (фр. Fouchécourt) — коммуна во Франции, находится в регионе Франш-Конте. Департамент — Верхняя Сона. Входит в состав кантона Комбофонтен. Округ коммуны — Везуль.
Код INSEE коммуны — 70244.

## География
Коммуна расположена приблизительно в 300 км к юго-востоку от Парижа, в 65 км севернее Безансона, в 23 км к северо-западу от Везуля.
Вдоль восточной границы коммуны протекает река Сона.

## Население
Население коммуны на 2010 год составляло 116 человек.
| 1962 | 1968 | 1975 | 1982 | 1990 | 1999 | 2010 |
| ---- | ---- | ---- | ---- | ---- | ---- | ---- |
| 143  | 137  | 122  | 100  | 115  | 110  | 116  |

## Администрация
| Период | Период | Фамилия     | Партия | Примечания |
| ------ | ------ | ----------- | ------ | ---------- |
| ?      | 2008   | Клод Массон |        |            |
| 2008   | 2014   | Филипп Бель |        |            |

## Экономика

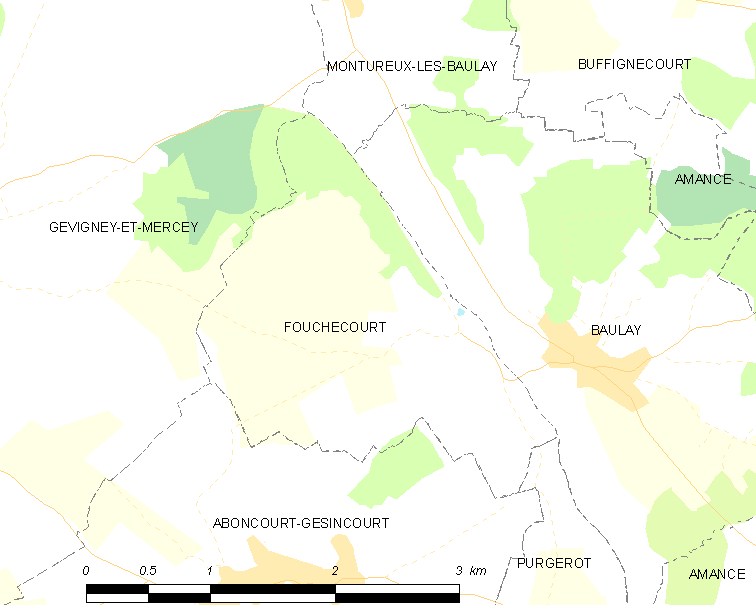
Карта коммуны

В 2010 году среди 74 человек трудоспособного возраста (15—64 лет) 62 были экономически активными, 12 — неактивными (показатель активности — 83,8 %, в 1999 году было 68,8 %). Из 62 активных жителей работали 56 человек (32 мужчины и 24 женщины), безработными было 6 (3 мужчины и 3 женщины). Среди 12 неактивных 1 человек был учеником или студентом, 6 — пенсионерами, 5 были неактивными по другим причинам.